# Antirrhinum cirrhigerum
Antirrhinum cirrhigerum é uma espécie de planta com flor pertencente à família Scrophulariaceae. 
A autoridade científica da espécie é (Welw. ex Ficalho) Rothm., tendo sido publicada em Bol. Soc. Brot. ser. 2 13: 278 (1939).

## Portugal
Trata-se de uma espécie presente no território português, nomeadamente em Portugal Continental.
Em termos de naturalidade é endémica da Península Ibérica.

## Protecção
Não se encontra protegida por legislação portuguesa ou da Comunidade Europeia.